# ويليام هودجز مان
ويليام هودجز مان (بالإنجليزية: William Hodges Mann)‏ هو محامي وقاضي وسياسي أمريكي، ولد في 30 يوليو 1843 في ويليامزبرغ في الولايات المتحدة، وتوفي في 12 ديسمبر 1927 في بطرسبرغ في الولايات المتحدة. حزبياً، نشط في الحزب الديمقراطي. وقد انتخب عضو مجلس ولاية فرجينيا وانتخب حاكم فرجينيا ‏ (10 فبراير 1910 – 1 فبراير 1914).